# Hertog van Norfolk

Wapen van de hertog van Norfolk

Hertog van Norfolk (Engels: Duke of Norfolk) is een Engelse adellijke titel. 
De titel hertog van Norfolk werd voor het eerst gecreëerd in 1397 door Richard II van Engeland voor Thomas Mowbray.
Richard van Shrewsbury, de tweede zoon van koning Eduard IV, verloofde zich met Anne Mowbray, de laatste telg van de familie Mowbray. In 1481 werd de titel voor hem opnieuw gecreëerd. Na het verdwijnen van de prins in de Tower werd de titel wederom gecreëerd in 1483 voor John Howard. Sindsdien is de titel in de familie Howard gebleven.
De hertog van Norfolk bekleedt tevens het erfelijk ambt van Earl Marshal van Engeland, een van de Great Officers of State. Opmerkelijk is dat de familie Howard altijd katholiek is gebleven en zich toch heeft kunnen handhaven in de top van de grotendeels protestantse adel.
De titel is drie keer vervallen verklaard, maar nadien weer teruggegeven. Er was geen hertog van Norfolk in de periodes 1485-1514, 1547-1553 en 1572-1660.
Andere titels die door de hertog van Norfolk worden gevoerd zijn:
- Graaf van Arundel (titel van de oudste zoon van de hertog)
- Graaf van Surrey
- Graaf van Norfolk
- Baron Beaumont
- Baron Maltravers
- Baron FitzAlan
- Baron Clun
- Baron Oswaldestre
- Baron Howard van Glossop

## Hertog van Norfolk, eerste creatie (1397)
- Thomas Mowbray, 1e hertog van Norfolk (1397-1399)
- John Mowbray, 2e hertog van Norfolk (1425-1432)
- John Mowbray, 3e hertog van Norfolk (1432-1461)
- John Mowbray, 4e hertog van Norfolk (1461-1476)

## Hertog van Norfolk, tweede creatie (1481)
- Richard of Shrewsbury, 1e hertog van Norfolk (1481-1483)

## Hertog van Norfolk, derde creatie (1483)
- John Howard, 1e hertog van Norfolk (1483-1485)
- Thomas Howard, 2e hertog van Norfolk (1514-1524)
- Thomas Howard, 3e hertog van Norfolk (1524-1546 en 1553-1554)
- Thomas Howard, 4e hertog van Norfolk (1554-1572)
- Thomas Howard, 5e hertog van Norfolk (1660-1677)
- Henry Howard, 6e hertog van Norfolk (1677-1684)
- Henry Howard, 7e hertog van Norfolk (1684-1701)
- Thomas Howard, 8e hertog van Norfolk (1701-1732)
- Edward Howard, 9e hertog van Norfolk (1732-1777)
- Charles Howard, 10e hertog van Norfolk (1777-1786)
- Charles Howard, 11e hertog van Norfolk (1786-1815)
- Bernard Edward Howard, 12e hertog van Norfolk (1815-1842)
- Henry Charles Howard, 13e hertog van Norfolk (1842-1856)
- Henry Granville Fitzalan-Howard, 14e hertog van Norfolk (1856-1860)
- Henry Fitzalan-Howard, 15e hertog van Norfolk (1860-1917)
- Bernard Marmaduke Fitzalan-Howard, 16e hertog van Norfolk (1917-1975)
- Miles Stapleton-Fitzalan-Howard, 17e hertog van Norfolk (1975-2002)
- Edward Fitzalan-Howard, 18e hertog van Norfolk (2002-)